# 2001年德國聯賽盃
2001年德國聯賽盃為第五屆德國聯賽盃，於2001年7月11日至7月21日進行，賽事由2000至01年德國甲組足球聯賽首五名及德國盃冠軍參加，但由於史浩克零四上季同時奪得聯賽亞軍及德國盃冠軍，因此另一個名額需要由聯賽第六名補上。最後決賽上屆聯賽第五名哈化柏林擊敗史浩克零四首度奪標，並壟斷拜仁慕尼黑連續第五年奪標的局面。

## 參賽球會
- 拜仁慕尼黑（德甲聯賽冠軍）
- 沙尔克04（德甲聯賽亞軍及德國盃冠軍）
- 多特蒙德（德甲聯賽季軍）
- 勒沃库森（德甲聯賽殿軍）
- 柏林赫塔（德甲聯賽第五名）
- 弗賴堡（德甲聯賽第六名）

## 賽事

### 半準決賽
| 7月11日 20:30 | 多特蒙德 | 1 : 1 (4 : 2) 十二碼 | 弗賴堡   | 霍芬海姆 |
| 7月12日 20:30 | 勒沃库森 | 1 : 2                | 柏林赫塔 | 德绍     |

### 準決賽
| 7月17日 20:30 | 沙尔克04   | 2 : 0 | 多特蒙德 | 吕登席德 |
| 7月18日 20:30 | 拜仁慕尼黑 | 0 : 1 | 哈化柏林 | 奥格斯堡 |

### 決賽
| 7月21日 17:45 | 史浩克零四 | 1 : 4 | 哈化柏林 | 曼海姆 |

## 外部連結
- （德文） 德國聯賽盃官方網站